# Ivanjsko cvijeće
Ivanjsko cvijeće (prava broćika, žuta livadna broćika, žuta broćika, lat. Galium verum), višegodišnja je zeljasta biljka iz porodice broćevki (Rubiaceae).

## Ime
Porijeklo imena:
- roda je iz grč. od gala = mlijeko (zato što se neke vrste koriste za zgrušavanje mlijeka);
- vrste je iz lat. od verus = istinit, pravi.

## Opis biljke
Stabljike su četvrtaste, uspravne, dostižu visinu od 30 cm do 1 m i mogu biti malo dlakave ili gole. Listovi su linearni i raspoređeni pršljenasto od 8-12. S lica su tamnozeleni, goli i malo hrapavi, a s naličja gusto dlakavi i završavaju se trnićem na vrhu. Cvjetovi su sitni sakupljeni u metličaste vršne cvati čija je osovina gusto obrasla kratkim dlakama. Krunični listići su žute boje i mirišu na med. Plod je sitan, dužine oko 1,5 mm, i kada sazri crne je boje.

### Rasprostranjenost i stanište
Ivanjsko cvijeće je veoma rasprostranjena euroazijsko-submediteranska vrsta koja je odatle prenijeta u Sjevernu Ameriku. Raste na brdskim i pretplaninskim livadama, pored puteva, listopadnih šuma i šibljaka.

### Sastav
Kao droga se koristi gornji dio procvale biljke (Galii veri herba) koji se sakuplja po suhom i sunčanom vremenu i bogat je flavonoidima (oko 2%), kvercetin-glikozidima (rutin, palustrozid, cinarozid i dr.), eteričnim uljem, solima organskih kiselina i dr. 

## Uporaba
Pretežno se koristi kao narodni lijek za liječenje upale jetre, bubrežnih bolesti, vodene bolesti, kožnih bolesti, kroničnih bolesti organa za disanje. Osim toga upotrebljava se i kod nervnih poremećaja kao što su histerija, uznemirenost, epilepsija i sl.
Osim ljekovitim pripada i medonosnim biljkama, a koristi se za bojenje sira i zgrušavanje mlijeka.
Može se koristiti i za bojenje vune u crveno (korijen).

## Vanjske poveznice
- PFAF database - Galium verum